# Charax gibbosus
Charax gibbosus es una especie de peces de la familia Characidae en el orden Characiformes. Los machos pueden llegar alcanzar los 12,5 cm de longitud total. Habita zonas de clima tropical, entre 24 y 27 °C de temperatura en la cuenca del río Esequibo (Guayana) y ríos costeros de Surinam.